# Björn Runström
Björn Sandro Runström es un exfutbolista sueco, que se desempeñaba como delantero.

## Vida personal
Runström creció en los suburbios del sur de Estocolmo y fue a la "Escuela Enskede" cuando era niño.
Empezó a jugar al fútbol para el Enskede IK a los seis años de edad. La vida de Runström en Enskede le fue bien y a la edad de 12 años fue recompensado con un traspaso a un club más grande, el Hammarby. Runström creció y cuando tenía 16 años se fue de Hammarby hacia Italia, mejor dicho hacia el equipo del Bolonia. Permaneció en Italia durante tres años y llevó al Bolonia a su primer Campeonato Italiano de la Juventud después de 19 años en el 2001. 
A los 17 años formó parte del primer equipo del Bolonia, pero solo hizo banquillo en la Serie A y la Coppa Italia. En 2002, fue transferido al ChievoVerona y después a la ACF Fiorentina. Su estancia en Florencia no era lo que él había soñado y cuando los rumores se extendieron a finales de 2003 que en la ACF Fiorentina querían cambiarlo por el reconocido sueco Kim Källström de Djurgårdens IF (El mayor rival del Hammarby) estaba indignado y declaró que era una transferencia que nunca aceptaría: "Yo jugaba en el Hammarby sería como si Di Canio volviera a Italia para jugar en el AS Roma (Di Canio pertenecía a la Lazio "Clásico" del Roma), no va a suceder, si vuelvo a Suecia el único club que podía pensar es mi antiguo club Hammarby".
Runström volvió a Hammarby poco después y jugó tres temporadas más anotando 18 goles en 57 partidos. Este registro atrajo la atención de la Premier League, exactamente el Fulham (Tenía la oportunidad de unirse al club debido al mercado de traspasos en invierno, pero se negó diciendo: "Yo no quiero ir como agente libre en enero a pesar de que tenía una oferta del Fulham ya entonces, el Hammarby significa mucho para mí y yo quería que fueran bien pagados ").
En julio de 2006, se unió al Fulham en un contrato de tres años.
Después de disputar un solo partido contra el Tottenham, el 30 de enero de 2007, se trasladó al Luton Town en calidad de préstamo por un mes. Volvió al Fulham el 1 de abril de 2007, después de haber anotado dos veces para Luton, contra Sheffield W. y Norwich City. Más tarde ese mismo año, en julio, fue cedido al club alemán Kaiserslauterns, para la temporada 2007-2008. A su regreso, en mayo de 2008 fue puesto en agente libre por el Fulham.
El 4 de junio de 2008, Runström firmó un contrato de tres años y medio de duración con el club danés OB. 
El 23 de febrero de 2010, firmó con el Molde, cedido por el OB hasta el final de la temporada.
Hizo su debut deportivo en la primera jornada de la Tippeligaen el 14 de marzo contra el campeón Rosenborg. Anotó un gol en su debut, en una derrota por 2 a 1. Después de este partido Runström pasó el resto de la campaña, principalmente en el banco, sólo haciendo breves apariciones debido a no tener éxito y destacarse en los partidos. Runström fue hasta el final de la temporada en Molde. El club le rescindió el contrato y lo envió de vuelta a Dinamarca. Runström se desvinculó del OB en febrero de 2011. 
El 27 de febrero, Runström firmó con el Hammarby y el 3 de julio, Runström anotó dos veces contra Öster. 
El 28 de marzo de 2012, Runström firmó con los New England Revolution de la Major League Soccer. N. England declinó la opción de renovar su contrato el 27 de junio de 2012 y Runström se convirtió en agente libre.

## Clubes
| Club                   | País           | Año         |
| ---------------------- | -------------- | ----------- |
| Bolonia                | Italia         | 2001 - 2002 |
| ChievoVerona           | Italia         | 2002        |
| Florentia Viola        | Italia         | 2002 - 2004 |
| Hammarby I.F.          | Suecia         | 2004 - 2006 |
| Fulham F.C.            | Inglaterra     | 2006        |
| Luton Town F.C.        | Inglaterra     | 2007        |
| 1. F.C. Kaiserslautern | Alemania       | 2008        |
| O.B.                   | Dinamarca      | 2008 - 2010 |
| Molde 1911             | Noruega        | 2010 - 2011 |
| Hammarby I.F.          | Suecia         | 2011 - 2012 |
| N. England Revolution  | Estados Unidos | 2012        |

- Datos: Q879732